# Pla de Bages

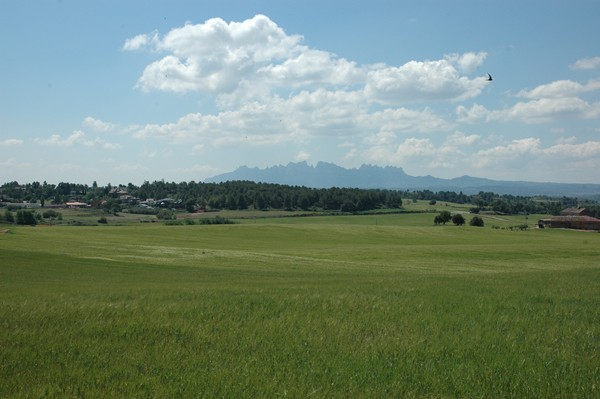
Imagen típica del Pla de Bages con Montserrat al fondo.

El pla de Bages es una llanura de Cataluña Central que conforma el núcleo de la comarca del Bages, bordeada por sus extremos por tierras más altas como las sierras y macizos de Castelltallat en el oeste, Montserrat en el sur, San Lorenzo del Munt en el sudeste y el altiplano del Moyanés en el este entre otros. Es una cuenca de erosión formada por el río Llobregat y sus afluentes, de los cuales destaca el Cardener. La principal localidad es la ciudad de Manresa.
A su vez, este término geográfico da nombre a una de las denominaciones de origen vinícolas catalanas, la Denominación de Origen Pla de Bages, creada en 1995.
- Datos: Q19605415